# Zitterdrosseln
Die Zitterdrosseln (Cinclocerthia) sind eine zwei Arten umfassende Gattung aus der Familie der Spottdrosseln (Mimidae), die auf den Kleinen Antillen heimisch ist. Das Epitheton setzt sich aus den griechischen Wörtern „kinklos“ (κιγκλο) für „Drossel“ und „kerthios“ (κερθιος) für „kleine, baumbewohnende insektenfressende Vögel“ zusammen. Der Trivialname kommt von ihrem eigentümlichen Verhalten: Bei Erregung zeigen sie ein stärker übertriebenes Flügelschlagen, als man es beispielsweise bei der Gartenspottdrossel (Mimus polyglottus) beobachten kann. Die Zitterdrosseln schlagen nicht nur mit den Flügeln, sondern schütteln ihren gesamten Körper in einer zitternden Bewegung. 

## Merkmale

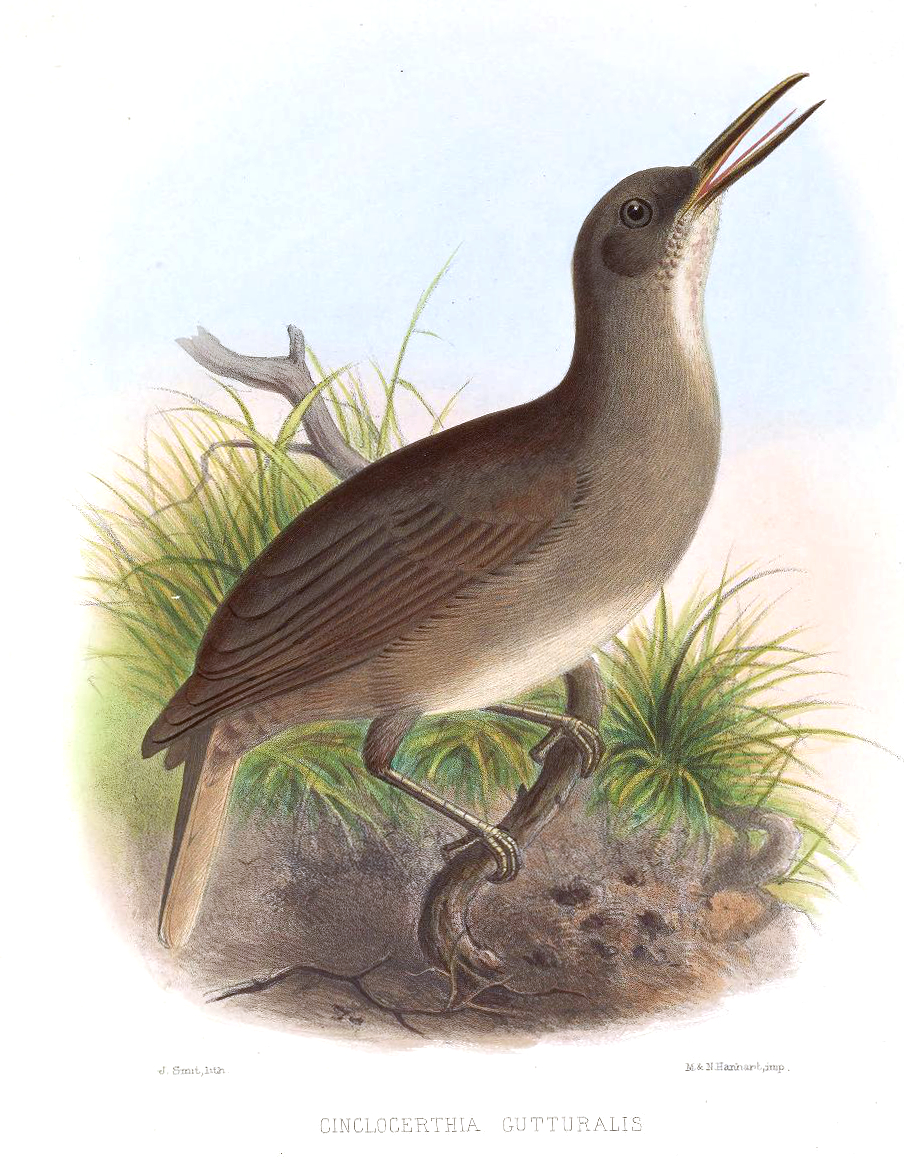
Illustration der Grauzitterdrossel von Joseph Smit

Die Zitterdrosseln sind mittelgroße bis große Spottdrosseln, die Körperlängen von 23 bis 25,5 cm erreichen. Sie haben auffallend lange, ziemlich dünne Schnäbel, die den größten Teil ihrer Länge gerade und gegen Ende leicht abwärts gekrümmt sind. Die Schnabelborsten sind klein oder abwesend. Der Schädel ist flach. Die Flügel sind ziemlich lang, wobei die sechste und siebente Handschwinge am längsten ist. Der Schwanz ist lang und stark gerundet. Die Beine sind ziemlich robust. Es herrscht ein Sexualdimorphismus hinsichtlich der Schnabellänge vor.
- Die Braunzitterdrossel (Cinclocerthia ruficauda) ist die Typusart und wurde 1836 von John Gould als Stenorhynchus ruficauda beschrieben. Da dieser Gattungsname aber bereits 1818 von Jean-Baptiste de Lamarck für die Spinnenkrabben vergeben war, führte George Robert Gray 1840 den Gattungsnamen Cinclocerthia ein. Der Scheitel und der Nacken sind stumpf schwarzbraun, die Schultern dunkel olivbraun und die übrige Oberseite ist rötlichbraun. Der Schwanz ist dunkel rötlichbraun. Die Kehle ist stumpf graubraun. Die Unterbrust und der Bauch sind orangebraun.
- Die Grauzitterdrossel (Cinclocerthia gutturalis) wurde 1843 von Frédéric de Lafresnaye als Ramphocinclus gutteralis beschrieben. 1868 wurde sie von Robert Ludley Sclater in die Gattung Cinclocerthia gestellt. Sie galt zeitweise als Unterart der Braunzitterdrossel. Ihr Sexualdimorphismus in der Schnabellänge ist weniger ausgeprägt als bei der vorgenannten Art. Die Brust und die Unterseite sind weiß. Die Oberseite und der Schwanz sind graubraun. Der Schnabel ist kräftig und die Iris ist rot.

## Verbreitung
Die Braunzitterdrossel ist mit drei Unterarten auf den Inseln Dominica (C. r. ruficauda), Saba, Montserrat, St. Kitts, Nevis, Barbuda und Guadeloupe (C. r. tremula) und St. Vincent (C. r. tenebrosa) verbreitet. Die Grauzitterdrossel ist mit zwei Unterarten auf den Inseln Martinique (C. g. gutteralis) und St. Lucia (C. g. macrorhyncha) verbreitet.

## Lebensraum
Die Braunzitterdrossel bewohnt feuchte Wälder mit Epiphyten, insbesondere mit Bromelien und Aronstabgewächsen. Weniger häufig ist sie in Elfenwäldern auf Bergkämmen, in Ananas- und Kakaoplantagen und selten in Bananenplantagen anzutreffen. Die Grauzitterdrossel ist in ausgewachsenen Feuchtwäldern sowohl im Tiefland als auch im Bergland anzutreffen. Weniger häufig kann man sie in Sekundärwäldern, trockenem Buschland und offenem Waldland beobachten.